# Sesbania punicea

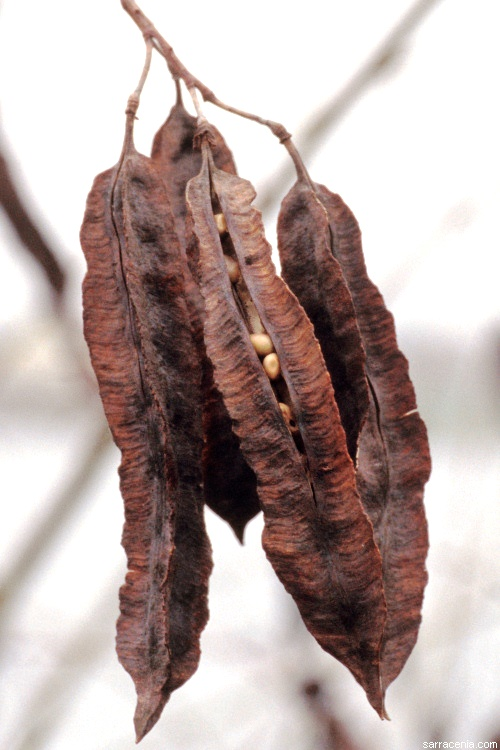
Frutos de Sesbania punicea.

Sesbania punicea es un arbolito o arbusto de las leguminosas conocido como acacia mansa o café de la costa en Argentina.

## Descripción
Como descripto en la Enciclopedia Argentina de Agricultura y Jardinería: "Arbolito de 1,50-3 m o arbusto, hojas con 7-15 pares de folíolos elípticos, peciolulados, apiculados, ligeramente pilosos, de 8-27 mm de longitud, racimos de la longitud de las hojas o poco menores, vistosos por las grandes flores rojas, vaina seca, 4-alada, subleñoso-corchosa, dehiscente bivalva, estipitada y acuminada, de 5-9 cm de longitud y hasta 7-8 semillas."

## Distribución
"Argentina nordeste: Mesopotamia, costa del Río de la Plata, Uruguay, Paraguay, Brasil." Ha sido introducida en África y Norteamérica.

## Usos
En Argentina es "bastante cultivada en parques."

## Taxonomía
La Enciclopedia Argentina de Agricultura y Jardinería indica los autores:
- Sesbania punicea (Cav.) Benth.

Y las sinonimias:
- Daubentonia punicea Hort.
- Daubentonia Tripertiana Poit.

## Galería

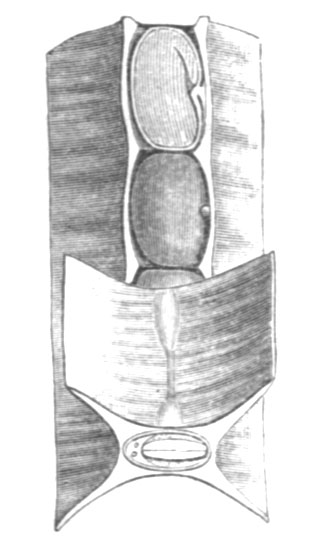
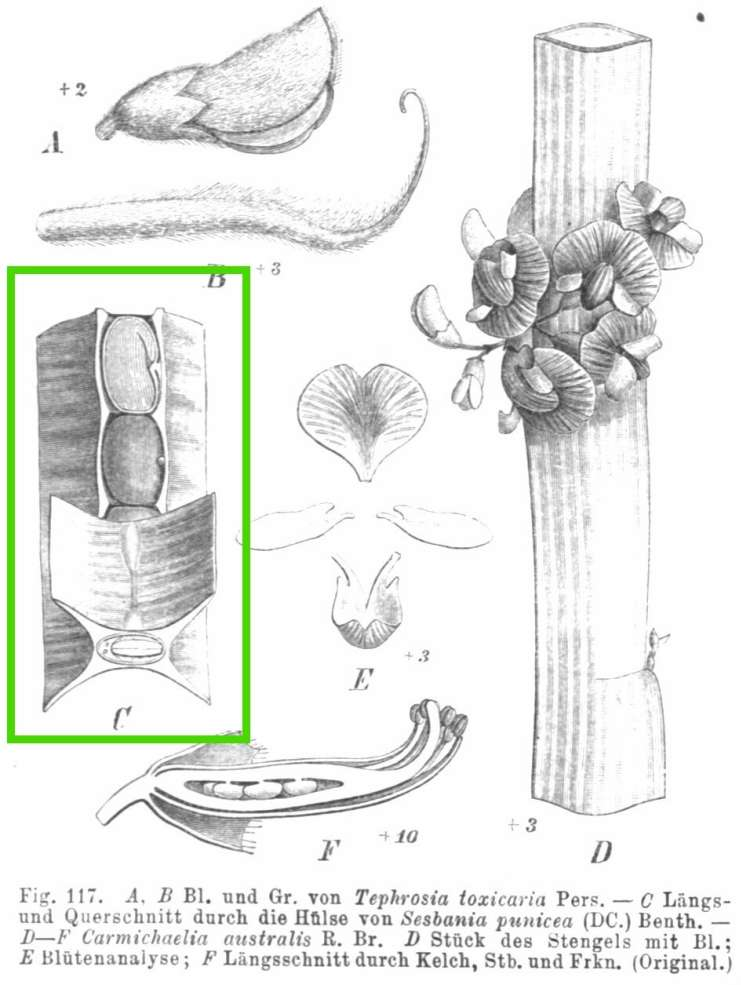